# Avia B.534
 (juillet 2025).
L’Avia B.534 est un avion de chasse monoplace tchécoslovaque conçu durant l'entre-deux-guerres. Ce fut l'un des derniers appareils de type biplan à avoir été construit et utilisé durant la Seconde Guerre mondiale. Durant le meeting international militaire de Zurich en juillet 1937 l'Avia B.534 se classa second, juste derrière le Messerschmitt Bf 109, ce qui en dit long sur la qualité de ce biplan.

## À l'origine, l'Avia B.34
En 1931 le ministère de la Défense tchécoslovaque lança un concours visant au remplacement des chasseurs Avia BH-33 en première ligne. Tous les constructeurs nationaux tentèrent de remporter ce contrat : Letov proposa le Letov Š-31 (en), Aero le A.102 et ČKD-Praga le BH-44. Succédant à Pavel Beneš et Miroslav Hajn à la tête du bureau d'études d’Avia, l’ingénieur Fratišek Novótny dessina de son côté un chasseur biplan monoplace à ailes inégales décalées, structure métallique entoilée et train d'atterrissage classique fixe caréné, équipé d'un moteur Skoda Avia Vr 30 (Hispano Suiza 12Nbr sous licence) de 760 ch. Avec un plan inférieur plus court que le plan supérieur et un radiateur situé sous le moteur, entre les jambes du train, cet appareil qui se distinguait nettement des productions antérieures de l’entreprise tchécoslovaque effectua ses premiers vols en août 1932 aux mains de Vaclav Koci et se révéla décevant. Il retourna donc rapidement en usine pour recevoir une autre hélice, un nouvel empennage vertical, un capot-moteur modifié et un radiateur repositionné. Devenu B.34/1, le prototype passa au VZLÚ fin 1932 [s11] et, malgré un accident entraînant la destruction prématurée du prototype, le ministère de la Défense tchécoslovaque commanda une série de 12 exemplaires, tandis que sortait d’usine un nouveau prototype, le B.34/2, qui deviendra rapidement B.534/1. De nouvelles modifications apparurent sur les Avia B.34 de série : empennage vertical agrandi, suppression des carénages de roue, cordes des mâts d’entreplan réduites...

## Variations sur un thème
- Avia B.134 : Utilisant la cellule du B.34 de série, Fratišek Novótny décida de tester différentes motorisations, en commençant par un Gnome et Rhône Mistral 14Kbs de 800 ch construit sous licence par Walter.
- Avia B.234 : Adaptation sur un Avia B.34 d’un moteur 9 cylindres en étoile de 600 ch Avia Rr 29.
- Avia B.334 : Avia B.34 remotorisé avec un moteur Armstrong Siddeley Panther (en) de 650 ch.
- Avia B.434 : Avia B.34 équipé d'un moteur Hispano-Suiza 12Xbrs de 690 ch.
- Avia B.534 : Outre une nouvelle modification du dessin de l’empennage et le transfert des mitrailleuses du fuselage à des carénages de voilure, le prototype Avia B.34/2 devait recevoir comme l’Avia B.234 un moteurs Avia Rr 29, groupe 9 cylindres en étoile de 600 ch. Cette combinaison ne donnant pas satisfaction le prototype fut ramené en usine pour recevoir un Hispano-Suiza 12Ybrs importé développant 860 ch à 4 000 m d’altitude. Au passage les mitrailleuses furent réinstallées dans le fuselage. Le prototype prit l’air le 25 mai 1933 et fut rapidement rebaptisé B.534/1.

## Le B.534, modèle produit en série
Le B.534/1 fut présenté au public à l’occasion du meeting aérien annuel de l’aviation militaire tchécoslovaque le 10 septembre 1933. Cinq jours avant avait eu lieu le premier vol du B.534/2 sur lequel réapparaissaient des carénages de roue, le radiateur était allongé vers l’avant et l’empennage vertical à nouveau modifié. Mais ce nouveau prototype se distinguait surtout par son fuselage arrière, relevé pour permettre l’installation d’une verrière de cockpit. Pour des raisons de centrage il fut également nécessaire de reculer les mitrailleuses. Le 18 avril 1934 ce prototype établit un nouveau record national de vitesse à 365,74 km/h, peu avant d’être détruit à son tour sur accident. L’appareil n’était cependant pas en cause et le 17 juillet 1934 le ministère de la Défense nationale passait une première commande pour 146 appareils.
- B.534 serie I : 146 exemplaires furent commandés le 17 juillet 1933, appareils identiques au B.534/2 mais sans carénages de train ni verrière, donc sans fuselage arrière surélevé. Entraînés par des Hispano-Suiza 12Ydrs de 830 ch, ils recevaient deux mitrailleuses de 7,7 mm synchronisées et deux armes de même calibre installées dans des carénages au plan inférieur. Les livraisons débutèrent à l’automne 1935, 100 exemplaires étant livrés [B-534.2/101].
- B.534 serie II : Les 46 derniers appareils commandés en juillet 1933 [B-534.102/147] furent livrés avec 4 mitrailleuses synchronisées, montées à l’avant du fuselage, et un lance-bombes pour 6 projectiles de 20 kg fit son apparition sous voilure. 2 exemplaires supplémentaires furent construits pour livraison à la Grèce.
- B.534 série III : La seconde commande passée par le ministère de la Défense tchécoslovaque portait, en 1936, sur 26 appareils [B-534.148/173] comportant les roues carénées du B.534 série II mais diverses modifications, comme l’agrandissement de la prise d’air du compresseur.
- B.534 série IV : Version définitive de l’appareil, l’hélice en bois étant remplacée par une hélice en métal et, surtout, le cockpit étant protégé par une verrière coulissante prolongée par un fuselage plus haut. 134 exemplaires furent commandés fin 1936 par le ministère de la Défense, 50 l’année suivante en raison de la menace croissante de l’Allemagne et 68 supplémentaires en août 1938. Avec 272 exemplaires construits (B-534.174 à 445), tous équipés d’un moteur Avia (Hispano-Suiza) 12 Ydrs et 4 mitrailleuses synchronisées de 7,7 mm, la série IV est donc la plus importante en termes de production.
- Bk.534 : Il était prévu d’équiper l’Avia B.534 d’un canon Oerlikon FFS de 20 mm tirant à travers l’axe de l’hélice d’un moteur Hispano-Suiza 12Ycrs dont une licence de production avait été obtenue, armement complété par 2 mitrailleuses synchronisées de 7,7 mm. 54 exemplaires furent commandés courant 1937 (Bk-534.501/554) et les premiers exemplaires sortirent d’usine durant l’été 1938, mais l’adaptation du canon Oerlikon ne donna jamais satisfaction et les appareils de série furent finalement livrés avec trois mitrailleuses. 66 appareils supplémentaires furent commandés peu avant la crise de Munich (Bk-534.555/620), trois exemplaires seulement étant livrés avant l’annexion des Sudètes. La série fut donc achevée au profit de la Luftwaffe.
- Bh.534 : adaptation à la chasse de nuit du B.534.

## Production
581 exemplaires ont été construits, soit 2 prototypes Avia B.34 et 12 appareils de série, 1 prototype Avia B.534 et 100 B.534 Série I, 46 B.534 Série II, 28 B.534 Série III (dont deux pour la Grèce), 272 B.534 Série IV et 120 Bk.534.

## Utilisateurs
- Reich allemand : Plus de 300 Avia B.534/Bk.534 furent saisis par la Luftwaffe après occupation de la Tchécoslovaquie en mars 1939 et utilisés initialement pour l’entraînement avancé et la formation à la chasse. Stationnés à Friedrichshafen, les escadrilles de chasse de nuit 3./JG70 et 3./JG71 volèrent également sur B.534 entre juillet 1939 et le début 1940, date à laquelle elles furent rééquipées de Bf 109.

Certains appareils furent ensuite équipés d’un crochet de remorquage pour assurer le tractage des planeurs d’assaut DFS 230. Formés soit en France occupée soit à Langendiebach par l’Erganszungsgruppe (S) 1 (Erg.Gr. (S) 1), les pilotes étaient ensuite envoyés avec leurs biplans dans les Lastenseglerstaffeln sur le front Est. Les B.534 furent particulièrement utilisés comme remorqueurs de planeurs dans le secteur de Demyansk
3 Bk.534 exemplaires reçurent également un crochet d’appontage en vue d’une possible utilisation sur le porte-avion Graf Zeppelin. Des essais complets furent menés en 1940/41 mais la structure de l’appareil se révéla trop fragile pour supporter l’atterrissage freiné par brins et le projet fut abandonné bien avant l’abandon du projet de porte-avion allemand.
- Bulgarie : 78 B.534.IV furent achetés à l’Allemagne au cours de l’été 1939, les derniers appareils étant livrés en mars 1942. Acheminés par train jusqu’à Karlovo ces appareils, baptisés Dogan par les Bulgares, furent affectés au 2e régiment aérien de chasse, composé de 4 escadrons de 15 chasseurs répartis entre Karlovo et Vrazhdebna (près de Sofia), et une unité d’entraînement. En mars 1942 les derniers appareils furent transférés aux escadrilles 612 (Vrazhdebna) et 622 (ozhurishte) du 6e régiment de chasse, partiellement équipé de Bf 109.

Le 1er août 1943 à 12 h 25 six appareils du 612e yato décollèrent de Vrazhdebna, comme 4 B.534 du 622e yato et 10 Bf 109G-2 appartenant également au 6e régiment mais stationnés à Karlovo, tous dans le but d’intercepter une formation de B-24 participant à un raid sur les champs pétroliers roumains de Ploiești. Seuls deux biplans parvinrent à établir un contact visuel, les bombardiers américains étant nettement trop loin pour espérer un engagement. Mais à 15 h 0 les chasseurs reprirent l’air pour intercepter les quadrimoteurs sur le chemin du retour. 11 B.534 et 4 Bf 109 entrent en action Vratza et Ferdinand (aujourd’hui Montana). Les biplans parvinrent à effectuer deux passes contre des appareils presque aussi rapides qu’eux, portant de nombreux coups au but, sans parvenir pour autant à détruire un seul bombardier. Par contre plusieurs Avia, sévèrement endommagés, furent détruits à l’atterrissage.
Les Dogan furent alors transférés à la 2e escadrille du 2e régiment aérien d’attaque au sol. Le 30 août 1944 on comptait encore 19 B.534 en service. Le 9 septembre 1944 la Bulgarie changea de camp et les B.534 furent utilisés pour harceler les troupes allemandes au sol. 140 sorties en 71 missions furent réalisées entre le 10 septembre et le 12 novembre 1944.
Le 10 septembre 1944 un groupe de 6 B.534 se trouva encore opposé à une formation similaire de Bf 109 allemands. Un biplan fut abattu puis les pilotes de la Luftwaffe rompirent le combat, tant en raison de la très faible altitude à laquelle l’engagement eut lieu que par prudence en raison de la maniabilité des B.534. Trois appareils furent encore abattus par l’artillerie antiaérienne les 15, 18 et 24 septembre, mais le 2e régiment avait toujours 6 appareils en état de vol le 1er janvier 1945.
- Croatie : 14 chasseurs similaires à l'Avia B.534 série III auraient été livrés à ce pays par la Luftwaffe avec un lot de planeurs DFS 230, très probablement pour remorquer ces derniers.
- Grèce : Riche homme d’affaires grec, G. Koutarellis acheta deux B.534.II (B-534.1001/1002) qu’il offrit à l’aviation militaire hellène le 18 août 1936 au cours d’une cérémonie officielle. Ces deux appareils rejoignirent probablement les 4 Avia BH-33 achetés en Yougoslavie l’année précédente et semblent avoir disparu durant l’offensive italienne de 1940.
- Hongrie : Durant le conflit frontalier opposant la Hongrie à la Slovaquie fin mars 1939 un B.534 changea de camp. Après essais par les militaires il reçut une immatriculation civile [HA-VAB] et semble avoir disparu fin 1944.

- Slovaquie : À sa création en 1939 l’aviation slovaque (SVZ) récupéra au moins 79 B.534 et 11 Bk.534 appartenant initialement au 3e régiment aérien tchécoslovaque. Ces appareils furent répartis entre trois escadrilles de chasse (11e, 12e et 13e Stihacia Letka) stationnés à Piestany et Bratislava-Vajnory, une école de chasse et une réserve générale. La Hongrie tentant d'accroître son territoire en Slovaquie orientale, un bref conflit frontalier vit les B.534 entrer une première fois en action le 24 mars 1939, deux pilotes de la 45e Letka revendiquant la destruction d’un Fiat CR.32 roumain chacun.

Quelques mois plus tard la Slovaquie intervint aux côtés de l’Allemagne durant l’attaque de la Pologne, les biplans Avia étant utilisés pour escorter les Ju 87 allemands durant huit sorties réalisées depuis Vinn. Un appareil fut abattu en territoire polonais mais parvint à regagner ses lignes et un autre perdu (pilote tué) à l’atterrissage au retour d’une mission, tandis que trois Avia se partagèrent la destruction d’un Lublin R-XIII le 6 septembre.
Les Slovaques ayant récupéré les territoires pris par la Pologne en 1918, les Avia B.534 furent assignés à la surveillance des frontières, et le 26 septembre une patrouille de 2 appareils prit en chasse un RWD-8 polonais tentant de rejoindre la Hongrie, qui dut se résoudre à un atterrissage forcé près de Prešov.
Le 1er mai 1941 les trois escadrilles furent regroupées en 2e escadre de chasse en prévision de leur participation à l’offensive allemande contre l’URSS. Le 11e Letka fut finalement maintenu en Slovaquie orientale, mais le 7 juillet 1941 les 12e et 13e Letka (11 chasseurs chacune), prirent le chemin de l’Ukraine, assignés à l’escorte des biplaces de reconnaissance des 3./H32 et 4./H32. Dès le 20 juillet ils participèrent à des opérations d’appui au sol, mitraillant des colonnes russes se repliant dans le secteur Vinnica-Niemirov, et le 29 juillet 1941 le 12e Letka revendiqua la destruction d’un biplan Polikarpov I-15. Au total les biplans slovaques totaliseront 1119 sorties sur le Front Est.
Le 15 août 1941 la 13e Letka regagna Piestany, mais la 12e Letka se trouvait toujours dans le secteur de Gornostaypol début septembre, participant à plusieurs combats tournoyants face à des Polikarpov I-16. Les sergent Jozef Drlicka et J.Kocka furent crédités d’une victoire chacun les 7 et 8 septembre respectivement et les troupes russes ont confirmé la destruction d’un autre appareil par les biplans slovaques le 10 septembre, bien que cette victoire n’ait jamais été revendiquée. Le 16 octobre 1941 les derniers biplans étaient de retour en Slovaquie et dès février 1942 les pilotes de la 13e Letka furent envoyés au Danemark pour conversion sur Bf 109. Pourtant la 11e Letka gagna l’URSS à son tour le 1er juin 1942 pour 14 mois de missions d’interdiction contre les actions de partisans derrière les lignes.
Malgré le manque de pièces détachées et l’emploi de moteurs fonctionnant au BiBoLi, curieux carburant utilisé en Tchécoslovaquie avant-guerre, mélange d’alcool, benzole et pétrole, il restait 43 B.534 / Bk.534 en service, (34 en état de vol) au 1er août 1943. La 11e Letka ayant entrepris sa conversion sur Ju 87 ils furent affectés à l’École de l’Air slovaque de Tri Duby. Le 31 août 1944 débuta le Soulèvement national slovaque. Dès les premières heures 27 avions slovaques furent évacués vers les territoires contrôlés par l’Armée rouge, dont les B.534.158, 181 et 364 et le Bk.534.512. Ces appareils ne furent jamais restitués par l’URSS mais les troupes insurgées conservèrent 4 autres appareils, dont les B.534 .217 et 325, qui furent utilisés pour des missions d’attaque au sol.

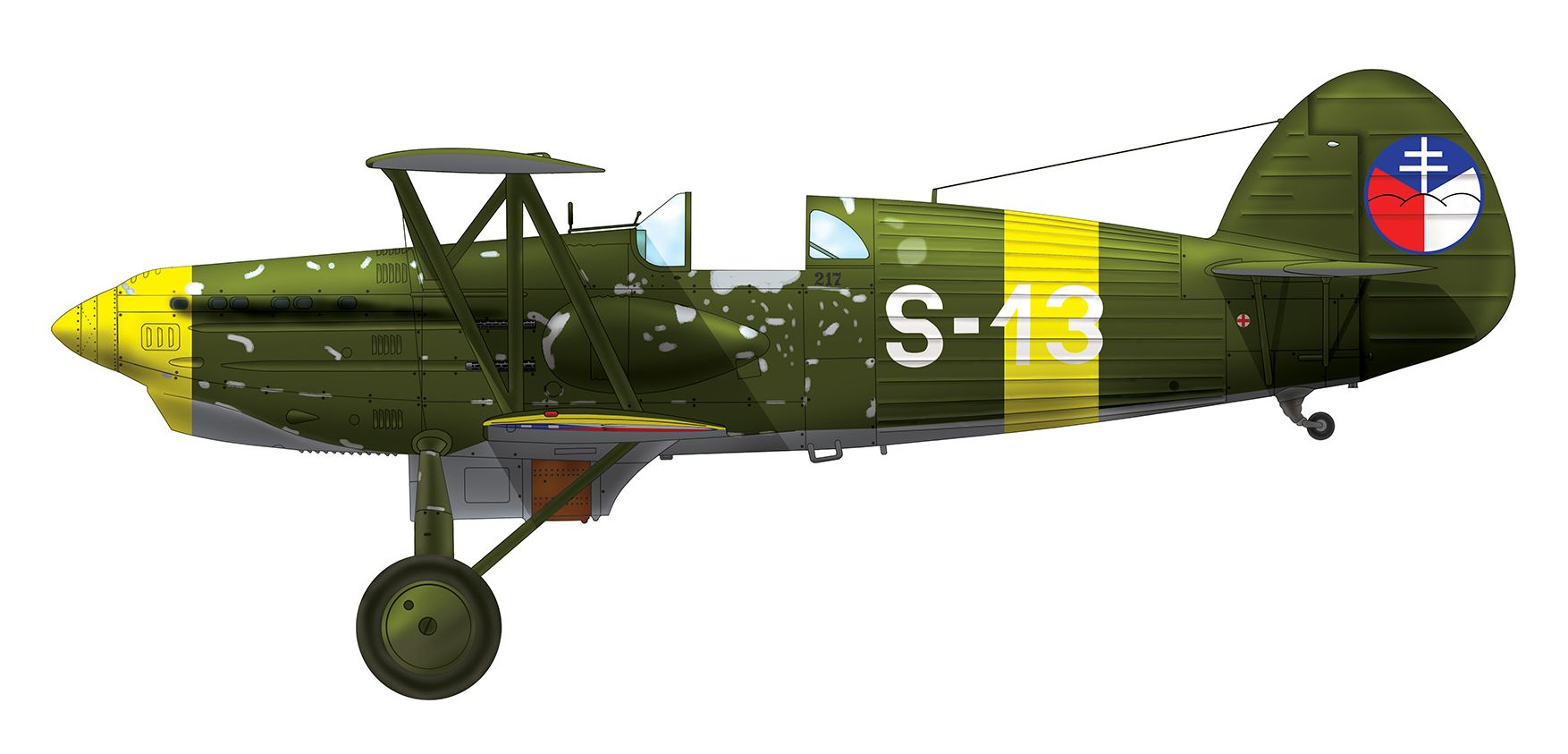
Avia B-534, pilote František Cyprich

Le 2 septembre 1944, le sergent-chef František Cyprich venait de se poser après un essai en vol sur l’Avia B.534.217, qui sortait de révision, quand un Junkers Ju 52 hongrois en route vers Cracovie fait son apparition près de Tri Duby. Il reprit l’air immédiatement et attaqua le trimoteur qui finit par un atterrissage de fortune, moteur droit en feu (2 tués et 2 blessés parmi les 11 occupants du trimoteur). Ce sera l’unique victoire aérienne du Soulèvement national slovaque et la dernière attribuée à un biplan durant la Seconde Guerre mondiale. Le même jour, à bord d’un autre B.534, un autre pilote slovaque attaqua sans grand succès une Kette de Ju 87A. Le 25 octobre 1944, le terrain de Tri Duby fut évacué et les deux derniers B.534 incendiés. Ils étaient devenus inutiles avec l’arrivée d’URSS du 1er régiment de chasse tchécoslovaque sur Lavochkin La-5FN.
- Tchécoslovaquie : Le ministère de la Défense nationale a donc pris en compte 444 Avia B.534 (B-534.2 à 445) et 3 Bk.534 à partir de l’automne 1935. Le 15 mars 1939 ils équipaient 21 escadrilles.
- Union soviétique : Selon certaines sources, le NKVD aurait utilisé une escadrille d’une dizaine de B.534 pour des missions de reconnaissance.

## Dans les musées
Il n'existe aucun B.534 d'origine mais un exemplaire grandeur nature a été reconstruit et est exposé au Musée de l'aviation de Prague-Kbely. Une autre réplique est exposée au musée aéronautique slovaque de l'aéroport de Kosice.

### Développement lié
- Avia B-34 (en)

### Aéronefs comparables
- Arado Ar 68
- Blériot-SPAD S.510
- Fairey Fantôme
- Fiat CR.32
- Fiat CR.42
- Gloster Gladiator
- Grumman F3F
- Heinkel He 51
- Kawasaki Ki-10
- Polikarpov I-15
- Polikarpov I-153, version du I-15 avec train rétractable
- PZL P.11, un monoplan ailes haute polonais
- PZL P.24